# شاهدانه ساتیوا
شاهدانه خوراکی یا شاهدانه ساتیوا (نام علمی: Cannabis sativa) یا به اصطلاح گل ساتیوا، نام یک گونه از سرده شاه‌دانه است که ویژگی آن بعد از مصرف همانند انرژی بالا/افزایش فعالیت مغز و تمرکز بیشتر در انجام امور می‌توان اشاره کرد. 